# Yúliya Biriukova
Yúliya Serguéyevna Biriukova –en ruso, Юлия Сергеевна Бирюкова– (Kurchátov, 17 de marzo de 1985) es una deportista rusa que compite en esgrima, especialista en la modalidad de florete.
Ganó cuatro medallas en el Campeonato Mundial de Esgrima entre los años 2009 y 2015, y cuatro medallas en el Campeonato Europeo de Esgrima entre los años 2009 y 2015.

## Palmarés internacional
| Campeonato Mundial | Campeonato Mundial    | Campeonato Mundial | Campeonato Mundial  |
| Año                | Lugar                 | Medalla            | Prueba              |
| ------------------ | --------------------- | ------------------ | ------------------- |
| 2009               | Antalya (Turquía)     | Medalla de plata   | Florete por equipos |
| 2013               | Budapest (Hungría)    | Medalla de bronce  | Florete por equipos |
| 2014               | Kazán (Rusia)         | Medalla de plata   | Florete por equipos |
| 2015               | Moscú (Rusia)         | Medalla de plata   | Florete por equipos |
| Campeonato Europeo |                       |                    |                     |
| Año                | Lugar                 | Medalla            | Prueba              |
| 2009               | Plovdiv (Bulgaria)    | Medalla de plata   | Florete por equipos |
| 2014               | Estrasburgo (Francia) | Medalla de plata   | Florete por equipos |
| 2014               | Estrasburgo (Francia) | Medalla de bronce  | Florete individual  |
| 2015               | Montreux (Suiza)      | Medalla de plata   | Florete por equipos |